# Pacte du poulet
Le pacte du Poulet (en catalan : Pacte del pollastre ; en espagnol : Pacto del pollo) est le nom donné à l'accord de législature conclu entre le Parti populaire de la Communauté valencienne (PPCV), dirigé par Eduardo Zaplana, et Union valencienne (UV), de Vicente González Lizondo, à la suite des élections au Parlement valencien de 1995, qui permet la formation d'un gouvernement régional conjoint et l'intronisation de Zaplana en tant que deuxième président de la Généralité valencienne,,,, succédant au socialiste Joan Lerma.
Permettant au Parti populaire de gouverner pour la première fois dans la Communauté valencienne, ce pacte marque le début d'une période d'hégémonie du PP qui dure plus de 20 ans, jusqu'aux élections autonomiques de 2015.
Le pacte a été encouragé par l'Association valencienne d'entrepreneurs (ca), principal lobby économique de la région.